# Charanyca semifuscens
Charanyca semifuscens là một loài bướm đêm trong họ Noctuidae.